# Ansei-Edo-Erdbeben 1855
Das Ansei-Edo-Erdbeben (japanisch 安政江戸地震 Ansei Edo Jishin) war ein Erdbeben in Japan am 11. November 1855 (traditionelles Datum: Ansei 2/10/2) um 10 Uhr abends. Das Epizentrum befand sich direkt unter Edo, dem heutigen Tokio. Zwar war die geschätzte Stärke mit wohl 6,9 bis 7,1 auf der Oberflächenwellen-Magnituden-Skala vergleichsweise niedrig, jedoch lag die Zahl der Todesopfer allein auf ziviler Seite aufgrund der dichten Bebauung und der Tatsache, dass Edo mit damals bereits über einer Million Einwohnern zu den größten Städten der Welt zählte, bei 7.000 bis 10.000. Außerdem wurden über 50.000 Gebäude und rund 50 Tempelanlagen zerstört. Auch war der Schaden an Wohnhäusern, Palästen und Warenhäusern signifikant: Während des nächtlichen Hauptbebens und den täglich über 80 Nachbeben, die erst neun Tage später abklangen, wurden mindestens 14.000 Gebäude zerstört.
Die Bezeichnung Ansei-Erdbeben (安政の大地震) bezieht sich auf mehrere große Erdbeben, im Allgemeinen jedoch insbesondere auf das Erdbeben von 1855.

## Namazu-e

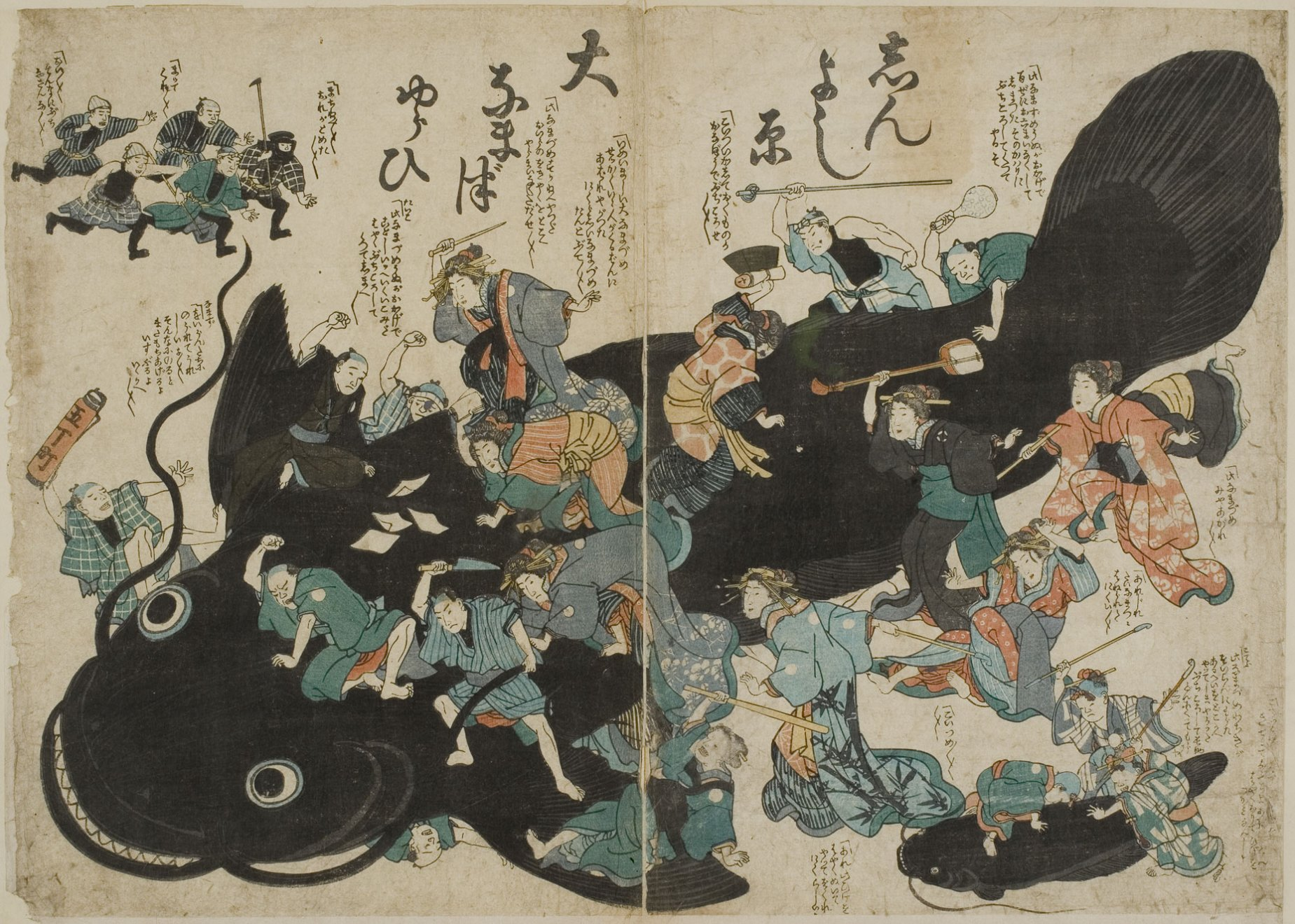
Vernichtung des Namazu

Die Darstellung dieses Unglücks ist auch auf vielen „Welsbildern“ (Namazu-e) wiederzufinden. „Die Geschichte des großen Namazu in Shin-Yoshiwara“ (しんよし原大なまずゆひ, Shin-Yoshiwara Ōnamazu yūhi [=yūrai]), gedruckt 1855, zeigt die von Männern unterstützten Prostituierten, wie sie mit Stangen und Shamisen auf den bereits bezwungenen Namazu (Wels) einprügelt. Die Schriftzeichen der Grafik stehen für die vier Himmelsrichtungen und das Zentrum. Laut dem Text dient dieser Druck als Erdbeben-Talisman. Rechts unten auf dem Druck, eher unscheinbar, sieht man Kinder, wie sie mit Tabakpfeifen einen kleinen Wels bearbeiten.

## Geschädigte und Profiteure
Die Werkzeuge stellen vom Erdbeben profitierende Gruppen dar. Besonders schlimm hatte es das Vergnügungs- beziehungsweise Bordellviertel Shin-Yoshiwara (新吉原) getroffen. Um zu verhindern, dass die teure Ware – in Form von Prostituierten – ihren Herren davonlaufen konnte, war das gesamte Areal von einem Wassergraben umgeben und nur durch ein einziges Tor passierbar. Da dieses jedoch nach dem Beben in Brand geraten war, waren sämtliche Prostituierten und Besucher des Viertels eingeschlossen und mussten dem Flammentod ins Auge blicken. Auch entschlossen sich unglücklicherweise viele Bordellbesitzer dazu, sich und alle Bordellangestellten in unterirdischen Lagerräumen einzuschließen. Dies mochte zwar vor herabfallenden Balken schützen, nicht aber vor Feuer.

## Ō-namazu nochi no namayoi– Trunkenheit nach dem Erdbeben (Namazu)
Neben den vielen Bevölkerungsgruppen, deren Lebensgrundlage vollends zerstört worden war, gab es auch Gruppen, die einen Nutzen aus der Katastrophe ziehen konnten:

“The earthquake had harmed some social groups while benefiting others. […] One’s occupation became the critical factor in viewing the earthquake as either a setback or an opportunity for profit.”

„Das Erdbeben schadete einigen sozialen Gruppen und half anderen. […] Der Beruf des Einzelnen war der kritische Faktor, ob man das Erdbeben als Rückschlag oder Gelegenheit zum Profit sah.“

Auf vielen in dieser Zeit entstandenen Namazu-e werden diese Gruppen dargestellt. Hauptsächlich Handwerker, die im Baugewerbe tätig waren, Rohstoffhändler und Erzeuger, aber auch Verkäufer von Fertiglebensmitteln sowie Prostituierte, die außerhalb der staatlich lizenzierten Freudenviertel tätig waren, zählten zu den vom Erdbeben profitierenden Gruppen.

## Belege
1. ↑  National Geophysical Data Center (Stand: 2012/09/30).
2. 1 2  Gregory Smits: Shaking up Japan: Edo Society and the 1855 Catfish Picture Prints. (2006) In: Journal of Social History 39/4. S. 1045–1078.
3. ↑  David Bressan: Namazu: The Earthshaker, History of Geology vom 24. Januar 2011.
4. ↑  Stephan Köhn: Berichte über Gesehenes und Gehörtes aus der Ansei-Zeit: Kanagaki Robuns (1829–1894) Bericht über das große Ansei-Erdbeben 1855 als Repräsentant des Genres der „Katastrophendarstellungen“. Wiesbaden 2002.